# Azotan bizmutylu
Azotan bizmutylu, Bi(O)NO3 – nieorganiczny związek chemiczny, sól kwasu azotowego(V) i bizmutu na III stopniu utlenienia, w którym występuje ugrupowanie bizmutylowe, Bi=O. Tworzy słupkowate kryształy albo szary proszek.